# Thecla bellus
Thecla bellus är en fjärilsart som beskrevs av Jacob Hübner. Thecla bellus ingår i släktet Thecla och familjen juvelvingar. Inga underarter finns listade i Catalogue of Life.